# Filadelfia (Bolivia)
Filadelfia è un comune (municipio in spagnolo) della Bolivia nella provincia di Manuripi (dipartimento di Pando) con 4.450 abitanti (dato 2010).

## Cantoni
Il comune è suddiviso in 3 cantoni.
- Arroyo Grande
- San Miguelito
- Chive